# Golf à Walt Disney World
Walt Disney World Resort en raison de sa taille a permis la construction de plusieurs golfs.
Le complexe comprend quatre golfs de 18 trous, un de 9 trous et deux golfs miniatures dont un de 36 trous.  Le complexe est parfois surnommé le Magic Linkdom. Un cinquième parcours de 18 trous avait ouvert en 1992 mais a fermé en 2008 pour être transformé en un complexe résidentiel privé.
Le premier tournoi de golf du domaine a été organisé dès décembre 1971, trois mois après l'ouverture. Le 24 août 2011, Disney annonce faire gérer les cinq golfs du Walt Disney World Resort à un partenaire privé, le groupe d'Arnold Palmer. Le 10 décembre 2012, Disney World annonce se retirer du circuit PGA Tour après 40 ans de participation, ce qui marque la dernière année du Children's Miracle Network Classic.

## Les golfs
Les golfs sont nommés Magnolia, Palm, Lake Buena Vista, Osprey Ridge et Oak Trail (9 trous).
Le cinquième s'appelait Eagle Pines. De plus le golf de Celebration était aussi une propriété de Disney.

### Palm and Magnolia Golf Club
Magnolia, Palm et Oak Trail sont situés autour du Shades of Green à l'ouest du Disney's Grand Floridian Resort. Ils ont été construits pour ouvrir en 1971 en même temps que le Magic Kingdom.
- Palm a été conçu par Joe Lee et propose un 18 trous : Devant 4936 m, Milieu 5908 m, Arrière 6361,5 m.
- Magnolia a été conçu par Joe Lee et propose un 18 trous : Devant 4784 m, Milieu 6073,5 m, Arrière 6474,5 m.
- Oak Trail est un 9 trous de 2663,6 m de long.

### Lake Buena Vista
Le golf Lake Buena Vista a ouvert en 1974 et s'articule autour du Disney's Old Key West Resort, le long du lac Lake Buena Vista et à proximité du Downtown Disney. Il fait : Devant 4731 m, Milieu 5731,5 m, Arrière 6244,5 m

### Osprey Ridge Golf Club
L'Osprey Ridge fait partie du Bonnet Creek Golf Club situé à l'est du Disney's Fort Wilderness Resort et au nord du Disney's Port Orleans Resort. Il possède son propre Club House. L'ensemble a ouvert le 23 janvier 1992. Le 1er février 2005, le site avait été rebaptisé Eagle Pines & Osprey Ridge Golf Club mais en raison de la fermeture du Eagle Pines en mars 2008, le nom est devenu simplement Osprey Ridge.
- Osprey Ridge a été conçu par Pete Dye et propose un 18 trous (avec un par 72) : Devant 4424 m, Milieu 5769 m, Arrière 6192 m.
- Eagle Pines avait été conçu par Tom Fazio et proposait un 18 trous[5] (avec un par 72) : Devant 4939,5 m, Milieu 6108 m, Arrière 6493 m. Disney a décidé de le détruire en mars 2007. Il a fermé en mars 2008 et doit se transformer en un complexe résidentiel de luxe, géré par Four Seasons.

## Les golfs miniatures
Les deux golfs miniatures s'appellent Fantasia Gardens (près de Crescent Lake) et Disney's Winter-Summerland (double et situé à côté du Disney's Blizzard Beach).

### Fantasia Gardens
Pour les articles homonymes, voir Fantasia Gardens.
Ce golf miniature fut le premier construit, il a ouvert en mai 1996. Il est situé à proximité des Walt Disney World Dolphin et Walt Disney World Swan. Le décor est tout droit sorti du film Fantasia. Des jets d'eau et des arbustes en topiaire agrémentent le parcours dont les trous prennent des formes évoquant cinq séquences différentes du film :
- Tocata et Fugue en Ré Mineur avec les notes et les instruments.
- Casse-Noisette avec les champignons.
- La Symphonie Pastorale avec Bacchus.
- La danse des heures ou le ballet des hippopotames et des crocodiles.
- L'Apprenti Sorcier avec Mickey Mouse et le sorcier Yensid.

Ce minigolf comprend aussi deux salles de réunion dans le Disney's Garden Pavilions de 2 006 m²:
- Dancing Hippos de 752 m².
- Sorcerer's Apprentice de 1 204 m².

### Disney's Winter-Summerland
C'est un golf miniature double qui présente deux parcours distincts, l'un sur le thème de l'été et l'autre sur le thème de l'hiver. Il a été construit juste à l'entrée du parc aquatique Disney's Blizzard Beach et a ouvert le 12 mars 1999
Ainsi le parcours de l'été est agrémenté d'un château de sable, de planches de surf ou d'un fausse piscine avec des bouées.
Tandis que le parcours de l'hiver lui comprend un château de neige, un bonhomme de neige et d'autres objets de saison.